# 다마스쿠스 전투 (1941년)

제2차 세계 대전 중 시리아 및 레바논 지도

다마스쿠스 전투(1941년 6월 18일~21일)는 제2차 세계 대전 중 시리아-레바논 전역에서 시리아의 다마스쿠스에 대한 연합군의 최종 공격이었다.
초기 진격은 메제를 점령하는 임무를 맡은 인도군과 자유 프랑스군이 카담을 점령하는 것으로 시작되었다. 자유 프랑스군은 저지되었지만, 인도군은 메제를 점령한 후 비시 프랑스의 반격으로 고립되었다. 영국군과 오스트레일리아군 증원 병력이 투입되었고, 6월 19일~20일 내내 메제를 점령한 인도군은 탄약과 식량이 부족함에도 불구하고 계속 버텼다. 6월 20일 늦게 오스트레일리아군은 그들을 구출하려 마을에 진입했고, 마을이 텅 비어 있음을 발견했는데, 이는 남아있던 인도군이 비시 프랑스군에 의해 이미 그날 일찍 포로로 잡혀 마을에서 이송되었기 때문이었다. 다음 날, 영국군과 오스트레일리아군의 지원을 받은 자유 프랑스군은 카딤을 점령했고, 6월 21일 내내 쿠네이트라 도로와 바라다강 협곡 주변에서 추가 전투가 벌어졌다. 6월 21일 오전 중반까지 다마스쿠스의 비시 프랑스 수비대는 연합군에게 항복했다.

## 배경
1941년 6월 8일, 제5인도보병여단 그룹 병력은 영국 위임통치령 팔레스타인에서 시리아 국경을 넘어 쿠네이트라와 데라를 점령하여, 제1자유프랑스사단 병력이 이 도시들에서 다마스쿠스로 향하는 도로를 따라 진격할 수 있는 길을 열었다. 이것은 연합군 사령관 헨리 윌슨 장군이 계획한 네 가지 공격 중 하나였다.
6월 17일까지 이 부대(지휘관 폴 르장티욤 소장의 이름을 따 젠트포스(Gentforce)로 명명됨)는 키수에와 그 뒤 언덕을 점령하기 위한 격렬한 전투 후에 휴식과 재정비를 하고 있었고, 남쪽의 쿠네이트라와 키수에에서 오는 두 개의 주요 도로를 따라 다마스쿠스로의 마지막 공세를 계획하고 있었다. 젠트포스는 6월 12일 르장티욤이 부상당한 이후 제5인도보병여단장인 윌프리드 로이드 준장의 임시 지휘를 받고 있었다.
연합군에게는 놀랍게도 쿠네이트라가 6월 16일 비시군에 의해 재점령되었다. 이는 로이드의 후방을 위협했다. 6월 18일까지 쿠네이트라는 재점령되었지만, 쿠네이트라의 비시군은 여전히 젠트포스의 보급 및 통신선을 잠재적으로 위협했다. 그럼에도 불구하고, 다마스쿠스로의 조기 공세가 비시 사령관에게 방어를 돕기 위해 병력을 철수하도록 강요할 것이라고 결정되었다. 따라서 젠트포스 후방에 대한 위협이 완화될 것이었다.

## 전투
계획은 제5인도여단 병력이 쿠네이트라-다마스쿠스 도로의 아르투즈에 있는 진지에서 북쪽으로 진격하여 도로 서쪽을 가로질러 메제 방향으로 나아가도록 했다. 메제는 다마스쿠스에서 서쪽으로 약 3마일 떨어진 베이루트-다마스쿠스 도로 교차점에 있는 큰 마을이었다. 여단의 보급품, 탄약, 대전차 요소는 본도로를 따라 뒤따라갈 것이었다. 한편, 자유 프랑스군은 키수에-다마스쿠스 도로를 따라 북쪽으로 약 4마일 떨어진 시리아 수도로 진입하기 전에 카딤을 점령하기 위해 진격할 것이었다.
6월 18일 20시 30분, 인도군은 북쪽으로 진격하며 소규모 교전을 벌였다. 그들은 04시 15분에 메제에 도달했다. 05시 30분, 한 시간의 격렬한 백병전 끝에 메제가 점령되었다. 그러나 주요 문제가 발생했다: 주 도로를 따라 이동하던 장비와 대전차포가 보병보다 먼저 나아가 비시 프랑스군의 바리케이드에 부딪혀 대부분의 차량이 파괴되었다. 게다가 카딤으로 향하는 자유 프랑스군의 계획된 진격이 지연되어 비시 프랑스군 방어 병력이 메제 작전에 집중할 수 있게 되었고, 연합군 진지에 intense한 압력을 가하면서도 그들을 구원하고 필수적인 대전차 무기를 가져오려는 모든 시도를 좌절시켰다.
6월 19일, 영국 제6보병사단 사령관 존 에베츠 소장이 도착하여 로이드를 교체하고 메르자윤 동쪽의 연합군을 지휘하게 되었다. 인도 여단이 입은 손실로 인해 그는 영국 제16보병여단이 제7오스트레일리아사단에서 분리되어 그의 구역으로 보내지도록 요청했다. 또한 오스트레일리아 대대 3개가 에베츠의 지휘 아래 배치되었다: 제2/3기관총대대와 제2/3 및 제2/5보병대대.

1941년 6월 다마스쿠스 전투 지역의 스케치 지도

6월 19일 밤이 되자 메제에 있는 연합군의 상황은 절망적이었다. 탄약이 바닥나고, 24시간 동안 아무것도 먹지 못했으며, 사상자가 심각했고, 의료품은 고갈되었다. 밤 동안(비시 프랑스군의 공격이 중단되었을 때) 세 명의 병사가 메제의 상황을 알리며 젠트포스 본부에 도달했다. 6월 20일 아침 일찍, 에베츠에게 지휘권을 넘겨준 로이드 준장은 제5인도여단 지휘권을 다시 맡고, 제3/제1펀자브연대의 두 개 중대, 프랑스 해병대 두 개 중대, 그리고 포병대 한 개로 구성된 병력을 보내 메제로 진격하도록 했다. 그러나 그들은 돌파구를 뚫을 수 없었고, 프랑스 전차의 강력한 저항에 맞서 천천히만 전진할 수 있었다. 전날 밤 카딤에 대한 자유 프랑스군의 공격은 큰 손실을 입고 실패했으며, 그들은 그날 아침 메제에서 비시 프랑스군을 끌어내기 위해 카딤에 압력을 가할 수 없었다. 그러나 그날 밤, 영국 대전차포와 대공포, 그리고 오스트레일리아 기관총 대대의 지원을 받은 자유 프랑스군은 경미한 비시 프랑스군 방어에 맞서 진격하여 6월 21일 아침 카딤을 점령했다.
6월 19일 밤부터 20일 밤까지 메제의 인도군 방어 병력은 계속 버텼다. 그러나 6월 20일 13시 30분, 탄약이 고갈되고 50시간 동안 식량이 없었으며, 근거리에서 포격을 받고 있었다. 부상자 대피를 위해 휴전을 요청하여, (멀리서 싸우는 소리가 들리는) 구원 부대가 도달할 시간을 벌기 위한 결정이 내려졌다. 그러나 백기는 비시 프랑스군에 의해 항복 신호로 오인되었고, 그들은 남아있는 총검을 휘두르는 방어 병력의 진지를 급습하여 그들을 제압했다. 오스트레일리아 보병 대대(제2/3보병대대)로 보강된 구원 부대는 그날 저녁 19시에 메제를 탈환했지만, 죽은 자들 외에는 아무도 없었다.

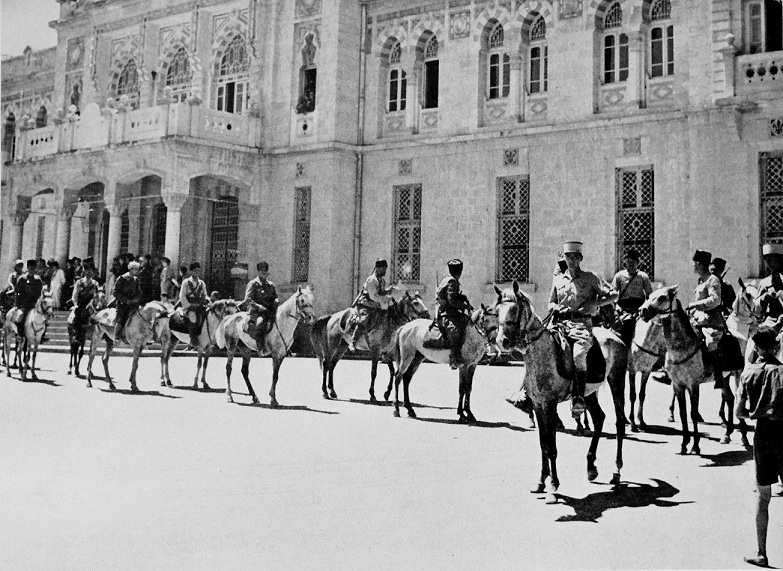
1941년 6월 26일 다마스쿠스 기차역 밖의 자유 프랑스 체르케스인 기병대

6월 20일 저녁부터 21일 저녁까지, 오스트레일리아군은 메제와 쿠네이트라 도로를 내려다보는 일련의 석조 요새들을 공격하는 등 여러 차례 작전을 벌였다. 다른 곳에서는 오스트레일리아 중대 하나가 비시 프랑스군 방어 병력의 왼쪽 측면을 우회하여 북서쪽으로 베이루트까지 이어지는 도로를 차단하고 바라다강 협곡에 도로 차단선을 설치하려고 시도했다. 요새들 사이에서 공방전이 벌어졌고, 이 과정에서 59명의 오스트레일리아 병력이 잠시 포로로 잡혔지만, 6월 21일 아침 일찍 반격으로 그들을 구출하고 요새를 되찾았다. 한편, 서쪽의 바라다강 협곡에서는 12시간 동안의 방어전이 벌어져 전차와 장갑차를 포함한 여러 차례의 프랑스군 공격을 격퇴했다.

## 여파
6월 21일 오전에 오스트레일리아군은 요새 주변과 바라다강 협곡에 병력을 통합했고, 11시경 다마스쿠스의 비시 프랑스 수비대는 항복했다. 6월 21일 정오까지 연합군은 다마스쿠스에 진입했고 비시 프랑스군은 베이루트 도로를 따라 서쪽으로 퇴각하고 있었다. 다마스쿠스의 함락으로 젠트포스는 주요 목표를 달성했다. 다른 곳에서는 메르자윤 주변에서 6월 24일까지 전투가 계속되었고, 연합군은 마침내 도시를 점령했다. 비시 프랑스군과 연합군 간의 전투는 한 달 내내 계속되었다. 추가 작전으로는 다무르 주변 전투와 베이루트 점령이 포함되었다. 마침내 7월 12일 휴전이 발효되었다.

## 같이 보기
- 지중해 및 중동 전역

## 참조

### 참고 문헌
- Coulthard-Clark, Chris (1998). 《Where Australians Fought: The Encyclopaedia of Australia's Battles》 1판. St Leonards, New South Wales: Allen & Unwin. ISBN 1-86448-611-2.
- Long, Gavin (1953). 〈Chapter 21: Damascus Falls〉. 《Greece, Crete and Syria》. Australia in the War of 1939–1945 II 1, online판. Canberra, ACT: 오스트레일리아 전쟁기념관. OCLC 3134080.
- Mackenzie, Compton (1951). 《Eastern Epic: September 1939 – March 1943 Defence》 I. London: Chatto & Windus. OCLC 59637091.
- Playfair, I.S.O.;  외. (1956). 〈Chapter X: The Campaign in Syria: (June – July 1941)〉. 《The Mediterranean and Middle East, Volume II: "The Germans Come to the Help of their Ally" (1941)》. History of the Second World War United Kingdom Military Series. London: HMSO. 199–222쪽.